# Bezirk Volosca-Abbazia
Der Bezirk Volosca-Abbazia (ursprünglich: Volosca; italienisch: capitanato distrettuale Volosca-Abbazia; slowenisch: okrajni glavarstvo Volosko-Opatija; kroatisch: kotarsko satničtvo Volosko-Opatija) war ein Politischer Bezirk in der Markgrafschaft Istrien. Der Bezirk umfasste Gebiete im nordöstlichen Istrien. 
Das Gebiet wurde nach dem Ersten Weltkrieg dem Königreich Italien zugeschlagen, nach 1947 wurde es von Jugoslawien annektiert und ist seit 1991 Teil Kroatiens.

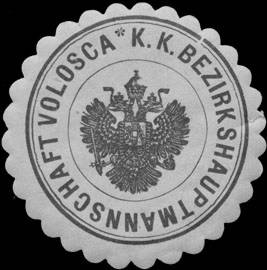
Bezirkshauptmannschaft Volosca – Siegelmarke

## Geschichte
Die modernen, politischen Bezirke der Habsburgermonarchie wurden um das Jahr 1868 im Zuge der Trennung der politischen von der judikativen Verwaltung geschaffen. Der Bezirk Volosca-Abbazia wurde dabei 1868 aus den zwei Gerichtsbezirken Volosca (Volosko) und Castelnuovo (Podgrad) geschaffen.
1869 lebten im Bezirk Volosca-Abbazia 37.265 Personen, bis zum Jahr 1910 stieg die Einwohnerzahl auf 54.550 an. Davon haben 30.478 Kroatisch (55,9 %) als Umgangssprache angegeben, 17.365 Personen sprachen Slowenisch (31,8 %), 2.406 Deutsch (7,9 %) und 954 Italienisch (1,7 %). Der Bezirk umfasste zuletzt eine Fläche von 759,13 km² sowie zwei Gerichtsbezirke mit insgesamt acht Gemeinden.
| Jahr | Ein- wohner | Deutsch- sprachige | Italienisch- sprachige | Slowenisch- sprachige | Kroatisch- sprachige |
| ---- | ----------- | ------------------ | ---------------------- | --------------------- | -------------------- |
| 1869 | 37.265      |                    |                        |                       |                      |
| 1880 | 39.690      | 91                 | 576                    | 10.195                | 28.506               |
| 1890 | 43.459      | 723                | 730                    | 13.640                | 27.666               |
| 1910 | 54.550      | 2.406              | 954                    | 17.365                | 30.478               |